# Tiefseefisch

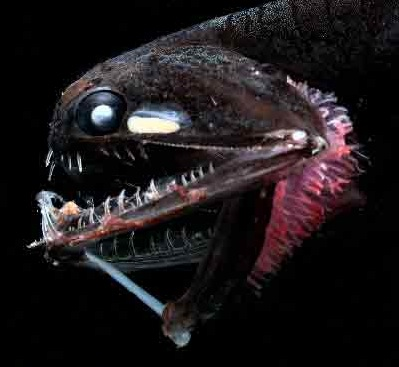
Der Barten-Drachenfisch Photostomias guernei hat Leuchtorgane posterior (hinter) den Augen.

Tiefseefische sind Fische, die an das Leben in Meerestiefen unter ca. 500 Meter angepasst sind.
Die Tiefsee ist gekennzeichnet durch eine Wassertemperatur von knapp 4 °C, Abwesenheit von Pflanzenwuchs und nahezu vollständige Dunkelheit. Im Laufe der Evolution haben die Tiefseefische Anpassungen an diese extreme Umwelt entwickelt. Bemerkenswert ist dabei, dass die besonderen Merkmale der Tiefseefische häufig unabhängig voneinander in nicht näher verwandten Gattungen in sehr ähnlicher Weise entstanden (Konvergenz).
Die größte Tiefe, in der jemals ein Fisch beobachtet wurde, beträgt 8336 m. In dieser Tiefe wurde im September 2022 im Boningraben (auch Izu-Ogasawara-Graben) südlich von Japan ein einzelner Fisch aus der Familie der Scheibenbäuche (Liparidae) beobachtet.  Dies ist 148 Meter tiefer als die bisherige letzte Sichtung eines Exemplars dieser Gattung im Marianengraben im August 2017. Damit überschreitet das beobachtete Exemplar die bisher für Fische angenommene maximal erreichbare Überlebenstiefe von 8200 m um 136 Meter (siehe unten).

## Bedingungen in der Tiefsee und Anpassungen der dort lebenden Fische

### Dunkelheit

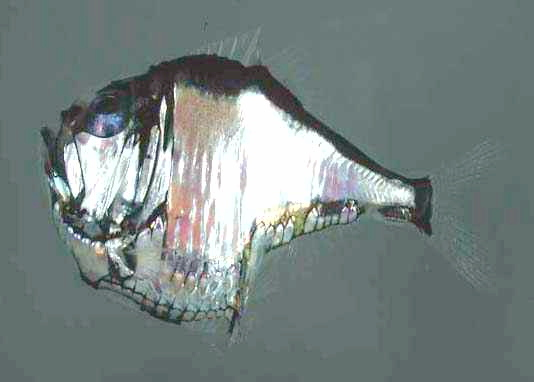
Tiefsee-Beilfisch (Argyropelecus aculeatus)

Das Tageslicht reicht nur bis zu 300 m unter der Wasseroberfläche. Fische, die in Zonen mit Schwachlicht leben, haben oft große Augen, um die Lichtausbeute zu optimieren, beispielsweise Tiefsee-Beilfische. Allerdings leben einige Fische auch in völliger Dunkelheit; die Augen haben dann keine Funktion mehr und bildeten sich im Laufe der Evolution zurück. Viele Tiefseefische besitzen zudem Leuchtorgane: In ihnen wird durch eine chemische Reaktion Licht erzeugt (Biolumineszenz), oft mit Hilfe symbiotischer Bakterien. Leuchtorgane erfüllen bei verschiedenen Arten unterschiedliche Aufgaben, so etwa die Beleuchtung der Umgebung, Partnersuche oder das Anlocken von Beutetieren. Letztere Funktion ist bei den Tiefsee-Anglerfischen zur Perfektion gebracht: Diese besitzen einen Fortsatz mit einem Leuchtorgan am Ende, die sogenannte Angel, der direkt vor dem Kopf endet. Kleine Fische schwimmen so, vom Licht angezogen, direkt vor das Maul des Anglerfisches und werden verspeist.

### Fortpflanzung

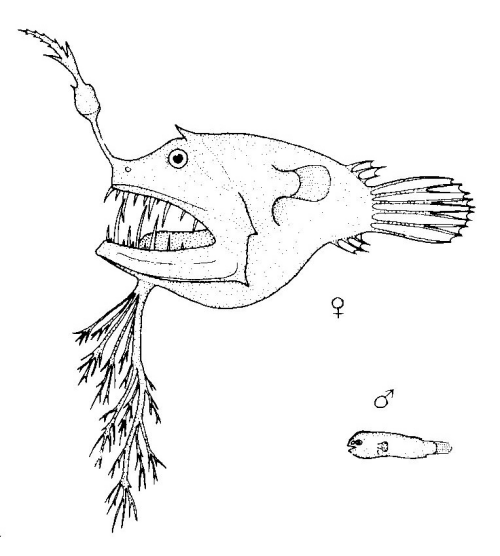
Extremer Geschlechtsdimorphismus beim Teufelsangler (Linophryne arborifera)

Aufgrund der geringen Populationsdichte ist die Wahrscheinlichkeit, dass Männchen und Weibchen derselben Art zueinander finden, ausgesprochen gering. Dies führte bei einigen Arten, etwa Tiefsee-Anglerfischen, dazu, dass das Zwergmännchen fest mit dem Weibchen verwächst, über dessen Blutkreislauf ernährt wird und sich fortan auf die Produktion von Spermien beschränkt.

### Stabilisierung von Proteinen gegen hohen hydrostatischen Druck
Trimethylamin-N-oxid (TMAO) stabilisiert Proteine in Zellen von Fischen gegenüber dem mit der Tiefe zunehmenden hydrostatischen Druck. So nimmt die durchschnittliche Konzentration von TMAO bei Echten Knochenfischen von 40 mmol/kg in 0 m Tiefe auf 261 mmol/kg in 4850 m Tiefe zu. Dadurch steigt die interne Osmolalität in den Fischzellen mit zunehmender Habitattiefe. Die bislang höchste TMAO-Konzentration wurde mit 386 mmol/kg beim Scheibenbauchfisch Notoliparis kermadecensis in 7000 m Tiefe im Kermadecgraben gemessen, was einer Osmolalität von 991 mOsmol/kg entspricht. Dies bedeutet, dass diese Fische unterhalb einer Tiefe von etwa 8200 m nicht leben können: Höhere TMAO-Konzentrationen würden die Proteine in der Zelle wie das für Muskelbewegungen verantwortliche Myosin in einem Ausmaß destabilisieren, dass sie nicht mehr ihre Funktion wahrnehmen könnten. Des Weiteren erreicht die Osmolalität von Meerwasser dort 1100 mOsmol/kg und bei höheren TMAO-Konzentrationen in den Zellen würde Meerwasser in das Gewebe einströmen.

## Taxa von Tiefseefischen
- Barrakudinas (Paralepididae)
- Dornrückenaale (Notacanthiformes)

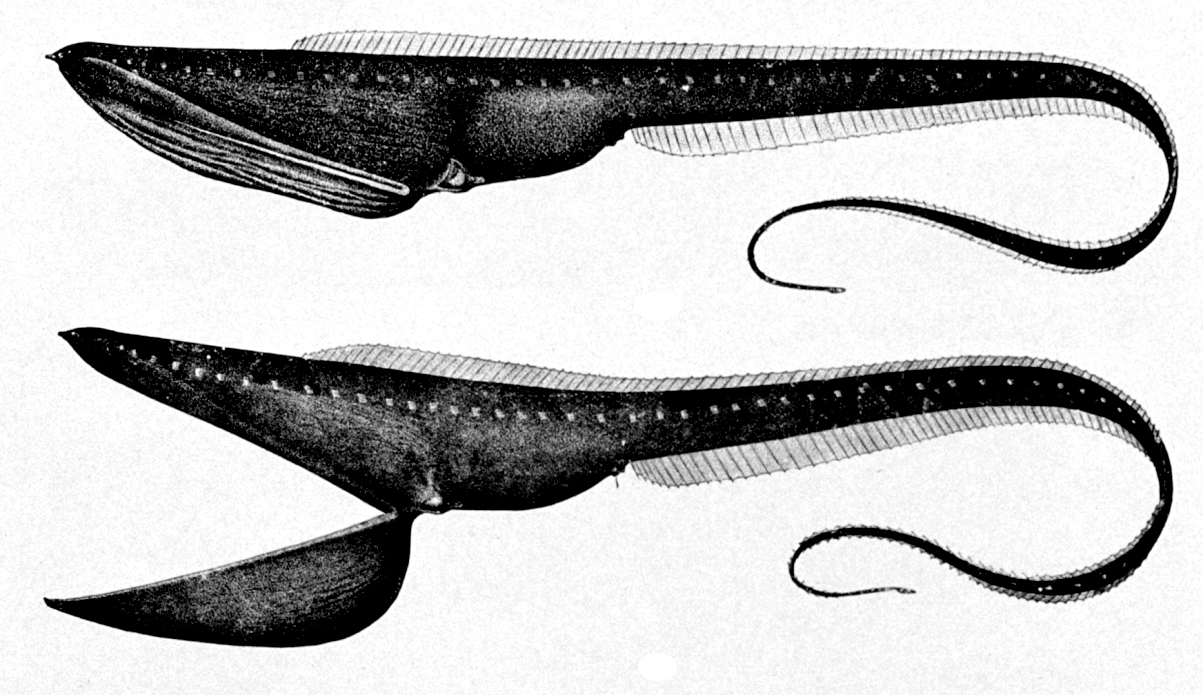
Der Pelikanaal (Eurypharynx pelecanoides) ist die einzige Art in der Familie Eurypharyngidae.

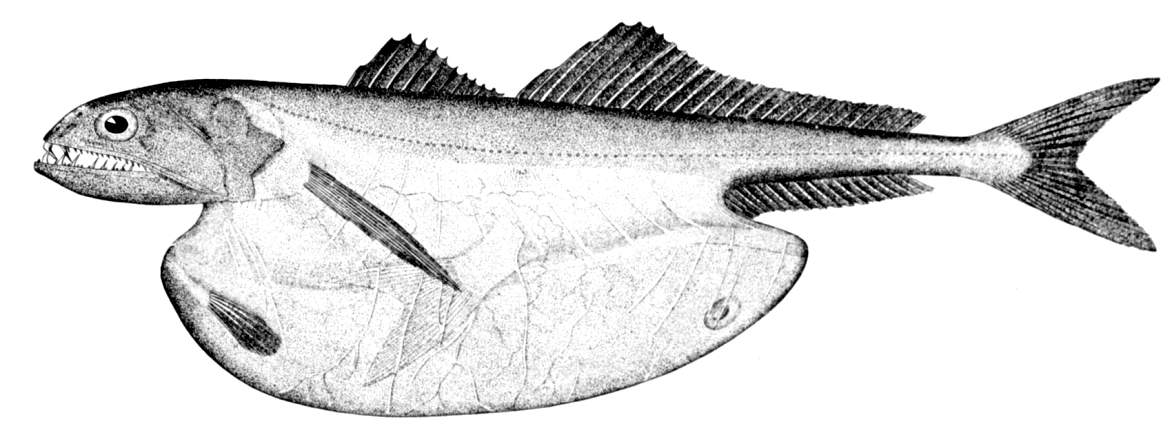
Der Schwarze Schlinger Chiasmodon niger mit verschlungener Beute

- Fangzahnfische (auch: Blattschupper; Anoplogastridae)
- Tiefseequappen (Ateleopodidae)
- Gespensterfische (Opisthoproctidae)
- Lanzenfische (Alepisauridae)
- Laternenfischverwandte
- Maulstachler (Stomiiformes)
  - Stomiidae
  - Tiefsee-Beilfische (Sternoptychidae)
- Pelikanaale (Saccopharyngiformes)
- Riemenfische (Regalecidae)
- Säbelzahnfische (Evermannellidae)
- Schwarze Schlinger (Chiasmodontidae)
- Schwarzköpfe (Alepocephalidae)
- Tiefsee-Anglerfische (Ogcocephalioidei)
- Tiefsee-Plattköpfe (Bembridae)
- Walkopfartige (Cetomimiformes)